# Mwense
Senanga – miasto w Zambii, w Prowincji Zachodniej. Według danych szacunkowych na rok 2010 liczy 5.221 mieszkańców.